# Брђани Цеста
Брђани Цеста је насељено место у општини Суња, у Банији, Сисачко-мославачка жупанија, Република Хрватска.

## Историја
До нове територијалне организације налазио се у саставу бивше велике општине Сисак. Брђани Цеста се од распада Југославије до августа 1995. године налазила у Републици Српској Крајини.

## Култура
Православна црква посвећена Светом великомученику Георгију подигнута је 1888. Срушиле су је усташе 1941. године. На њеном месту верници су 1946. године подигли нову малу цркву брвнару, која је порушена током рата 1990их.

## Становништво
На попису становништва 2011. године, Брђани Цеста су имали 135 становника.

## Попис 1991.
На попису становништва 1991. године, насељено место Брђани Цеста је имало 303 становника, следећег националног састава:
| Попис 1991.‍  | Попис 1991.‍  | Попис 1991.‍ | Попис 1991.‍ | Попис 1991.‍ |
| ------------ | ------------ | ----------- | ----------- | ----------- |
|              |              |             |             |             |
| Срби         | Срби         |             | 277         | 91,41%      |
| Југословени  | Југословени  |             | 10          | 3,30%       |
| Хрвати       | Хрвати       |             | 6           | 1,98%       |
| неопредељени | неопредељени |             | 9           | 2,97%       |
| непознато    | непознато    |             | 1           | 0,33%       |
| укупно: 303  |              |             |             |             |